# Conselho Económico e Social das Nações Unidas
O Conselho Econômico e Social das Nações Unidas(pt-BR) ou Conselho Económico e Social das Nações Unidas(pt-PT?) (ECOSOC, em inglês: United Nations Economic and Social Council), é um dos seis órgãos das Nações Unidas, tem 54 membros, eleitos pela Assembleia Geral por períodos de três anos.
O Órgão é o fórum central para as discussões que envolvem questões econômicas, ambientais e sociais internacionais, formulando recomendações para os membros do fórum e da ONU. Também é responsável pela implementação dos "Objetivos de Desenvolvimento Globais.(ODS)
No Conselho Econômico e Social existem as seguintes comissões:
- a FAO (Organização das Nações Unidas para a Alimentação e a Agricultura);
- a OIT (Organização Internacional do Trabalho);
- a OMS (Organização Mundial da Saúde);
- a UNESCO (Organização das Nações Unidas para a Educação, Ciência e Cultura);
- Conselho de Direitos Humanos.

## Presidente
O presidente do Conselho é eleito para um mandato de um ano e escolhido entre os pequenos ou médios estados representados no Conselho no início de cada nova sessão. A presidência é rotativa entre os Grupos Regionais das Nações Unidas para garantir representação igual.
Sua Excelência Collen Vixen Kelapile foi eleito o novo Presidente do Conselho Econômico e Social em 23 de Julho de 2021, sucedendo Munir Akram da Noruega.

## Membros
O conselho é composto por 54 membros entre os 193 estados-membros das Nações Unidas, que são eleitos anualmente pela Assembleia Geral das Nações Unidas por um mandato de 3 anos sobrepostos. Os mandatos são alocados de acordo com a representação geográfica, assegurando a rotação igualitária entre os grupos regionais, com 14 assentos para estados da África, 11 para estados da Ásia, 6 para estados da Europa Oriental, 10 para estados da América Latina e Caribe e 13 para estados da Europa Ocidental e outros estados.